# Jezebel (film, 1951)
Pour les articles homonymes, voir Jezebel.
Jezebel (Another Man's Poison) est un film britannique réalisé par Irving Rapper, sorti en 1951.

## Fiche technique
- Titre français : Jezebel
- Titre original : Another Man's Poison
- Réalisation : Irving Rapper
- Scénario : Val Guest d'après la pièce Deadlock de Leslie Sands
- Production : Daniel M. Angel
- Musique : John Greenwood et Paul Sawtell (non crédité)
- Photographie : Robert Krasker
- Montage : Gordon Hales
- Direction artistique : Cedric Dawe
- Costumes : Julie Harris
- Pays d'origine : Royaume-Uni
- Format : Noir et blanc - Son : Mono (RCA Sound System)
- Genre : Drame
- Durée : 90 minutes
- Dates de sortie : 
  - Royaume-Uni : 20 novembre 1951 Londres
  - États-Unis : 6 janvier 1952

## Distribution
- Bette Davis : Janet Frobisher
- Gary Merrill : George Bates
- Emlyn Williams : Dr. Henderson
- Anthony Steel : Larry Stevens
- Barbara Murray : Chris Dale
- Reginald Beckwith : M. Bigley
- Edna Morris : Mme Buntin